# Берёзовая (приток Черталы)
Берёзовая — река в России, протекает по Каргасокскому району Томской области. Устье реки находится в 129 км по правому берегу реки Чертала. Длина реки составляет 21 км.

## Данные водного реестра
По данным государственного водного реестра России относится к Верхнеобскому бассейновому округу, водохозяйственный участок реки — Васюган, речной подбассейн реки — Васюган. Речной бассейн реки — (Верхняя) Обь до впадения Иртыша.